# Cornelis Anthonisz.
Cornelis Anthonisz (Amsterdam, ca. 1505 - 1553), ook Anthonissen of Teunissen genoemd, was een Nederlands prentkunstenaar, cartograaf en kunstschilder.

## Levensloop
Anthonisz was een kleinzoon van Jacob Cornelisz. van Oostsanen, die waarschijnlijk ook zijn leermeester was, en een neef van Dirck Jacobsz. In 1538 schilderde hij de eerste complete en (relatief) nauwkeurige plattegrond van Amsterdam in opdracht van de stad als geschenk voor keizer Karel V. Hij is vooral bekend om zijn houtsnedes. Zijn bekendste houtsnede is de Vogelvluchtkaart van Amsterdam uit 1544, die gedrukt is met 12 blokken. Deze houtsnede was zeer populair en is nog tot ver in de zeventiende eeuw herdrukt, waardoor er verschillende versies van bestaan, zoals een versie met rechtsboven een gotisch initiaal D, één met Latijns initiaal D versierd met plantenmotieven (zie afbeelding rechtsmidden) en één met Latijns initiaal D met een voorstelling van koning David (zie afbeelding rechtsonder).
Daarnaast maakte hij veel vorstenportretten en allegorische prenten. Aan hem zijn slechts twee schilderijen met zekerheid toe te schrijven, die beiden door de stad Amsterdam in permanent bruikleen zijn gegeven aan het Amsterdam Museum. Volgens de legenda op zijn Vogelvluchtkaart woonde hij “achter de Nieuwe Kerk” in “de Schrijvende handt”. Een gevelsteen met een schrijvende hand erop was het herkenningsteken van schrijvers, boekhandelaren en kaartmakers.
Naast de vogelvluchtkaart van Amsterdam maakte hij in 1543 de Caerte van Oostlant van het Hanzegebied. 
Cornelis Anthonisz wordt ook algemeen erkend als de vernieuwer van de stijl en formaat van gedrukte zeilaanwijzingen, waarin kustprofielen een dominante rol spelen. Hij vervaardigde onder andere een gedetailleerde beschrijving van de routes op de Baltische zeevaart, die zijn beroemde kaart Caerte van Oostlant aanvulde. Hij introduceerde gedrukte zeilaanwijzingen met uitgebreide kustprofielen, die een helder beeld gaven van herkenningspunten langs de kustlijn. Deze profielen hielpen stuurmannen om koers te houden als zij binnen zicht van de kust bleven. Anthonisz baseerde zijn werk deels op kennis van ervaren zeelieden, wat de nauwkeurigheid en bruikbaarheid van zijn zeilaanwijzingen aanzienlijk versterkte.

## Galerij

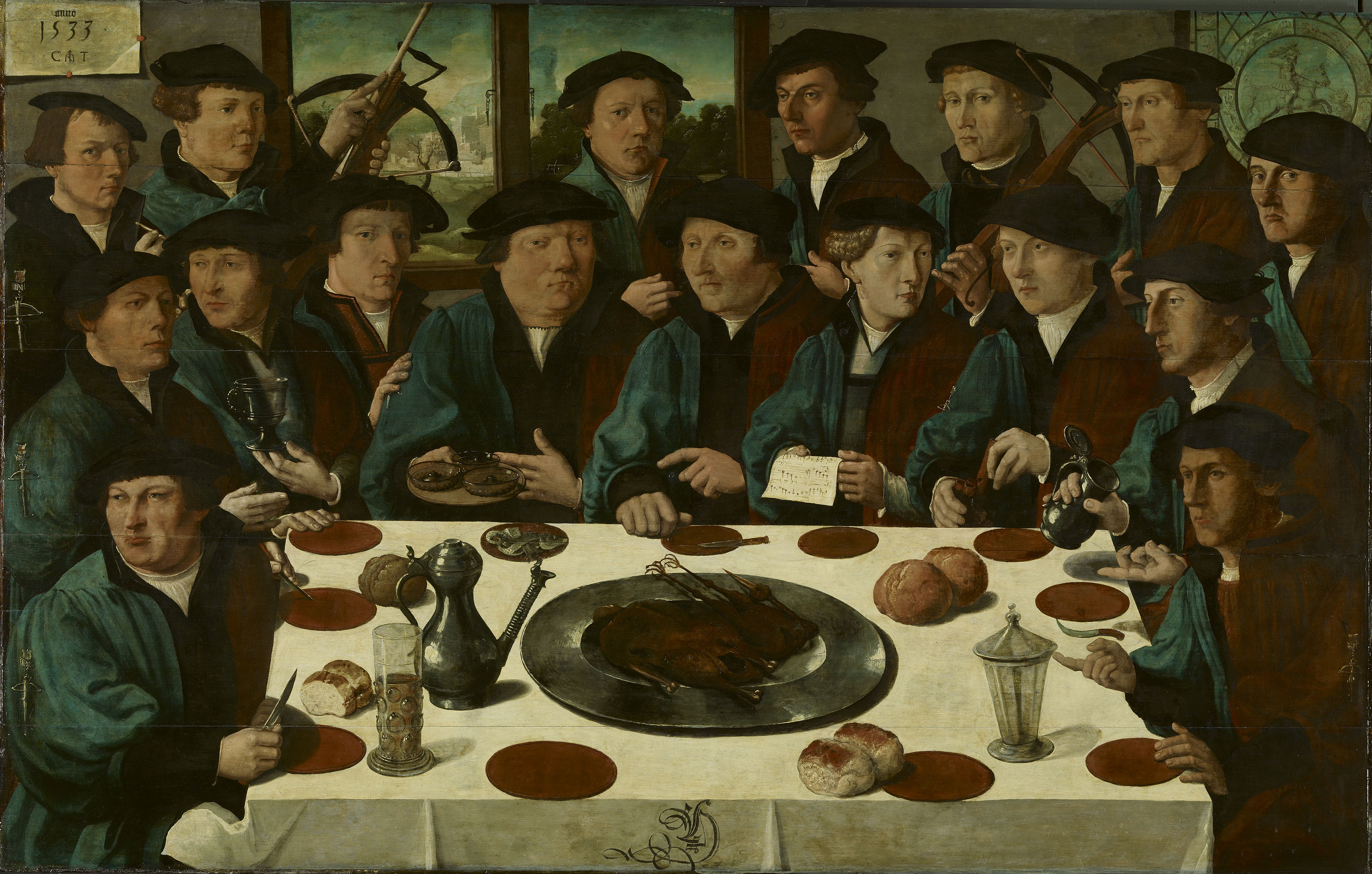
De Braspenningsmaaltijd
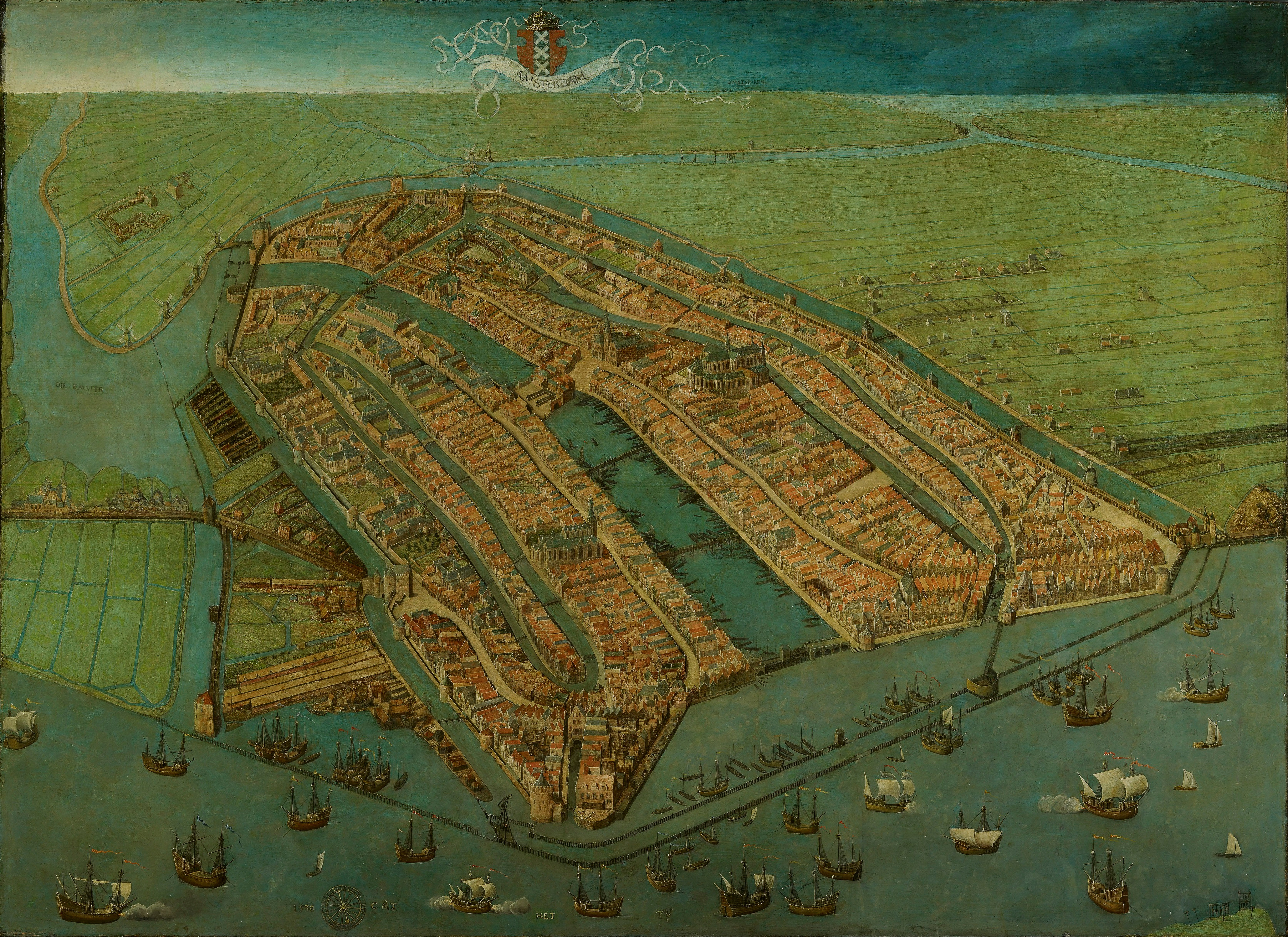
Gezicht op Amsterdam in vogelvlucht - 1538
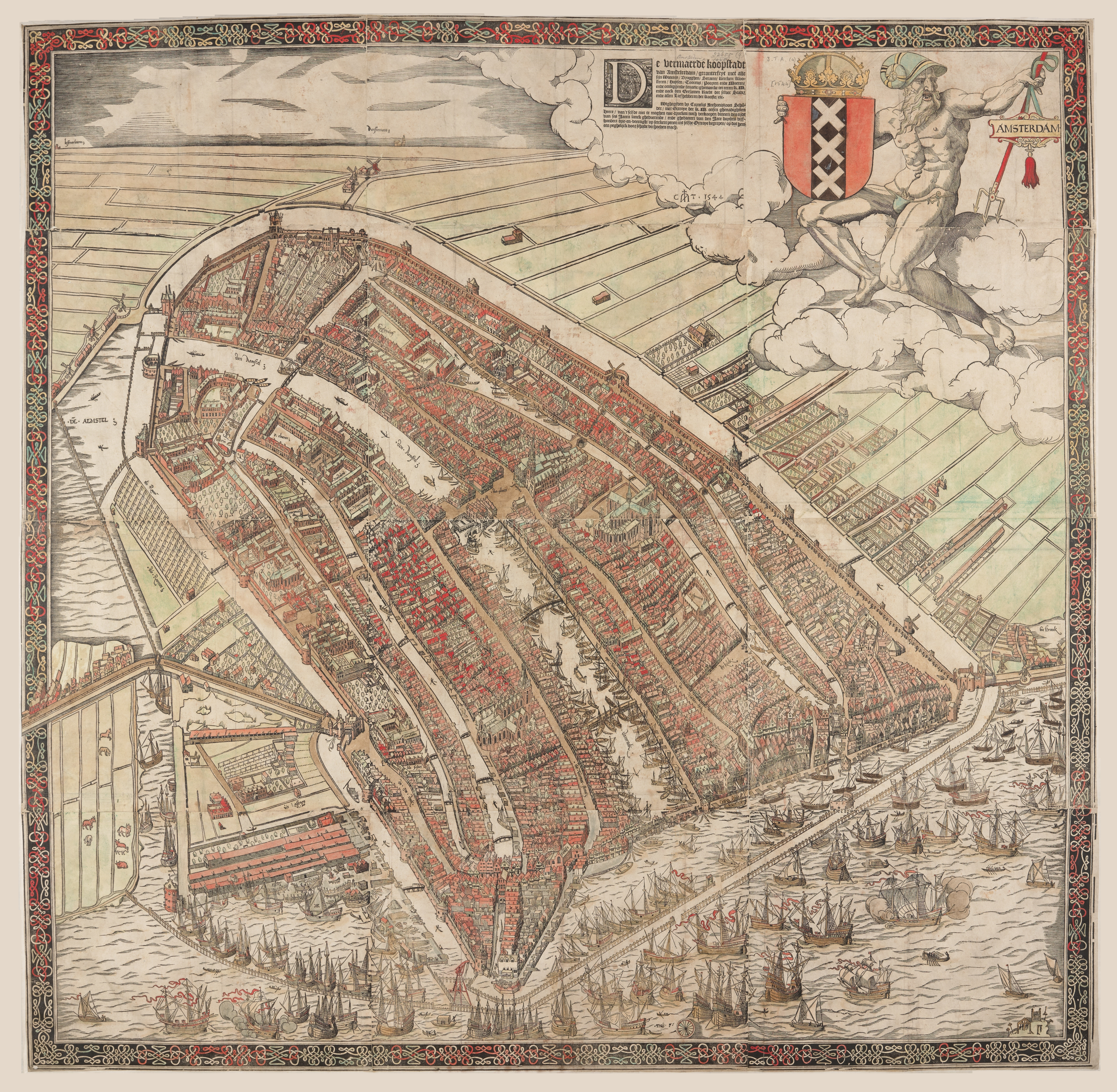
Plattegrond van Amsterdam in 1544  Ingekleurde houtsnede.
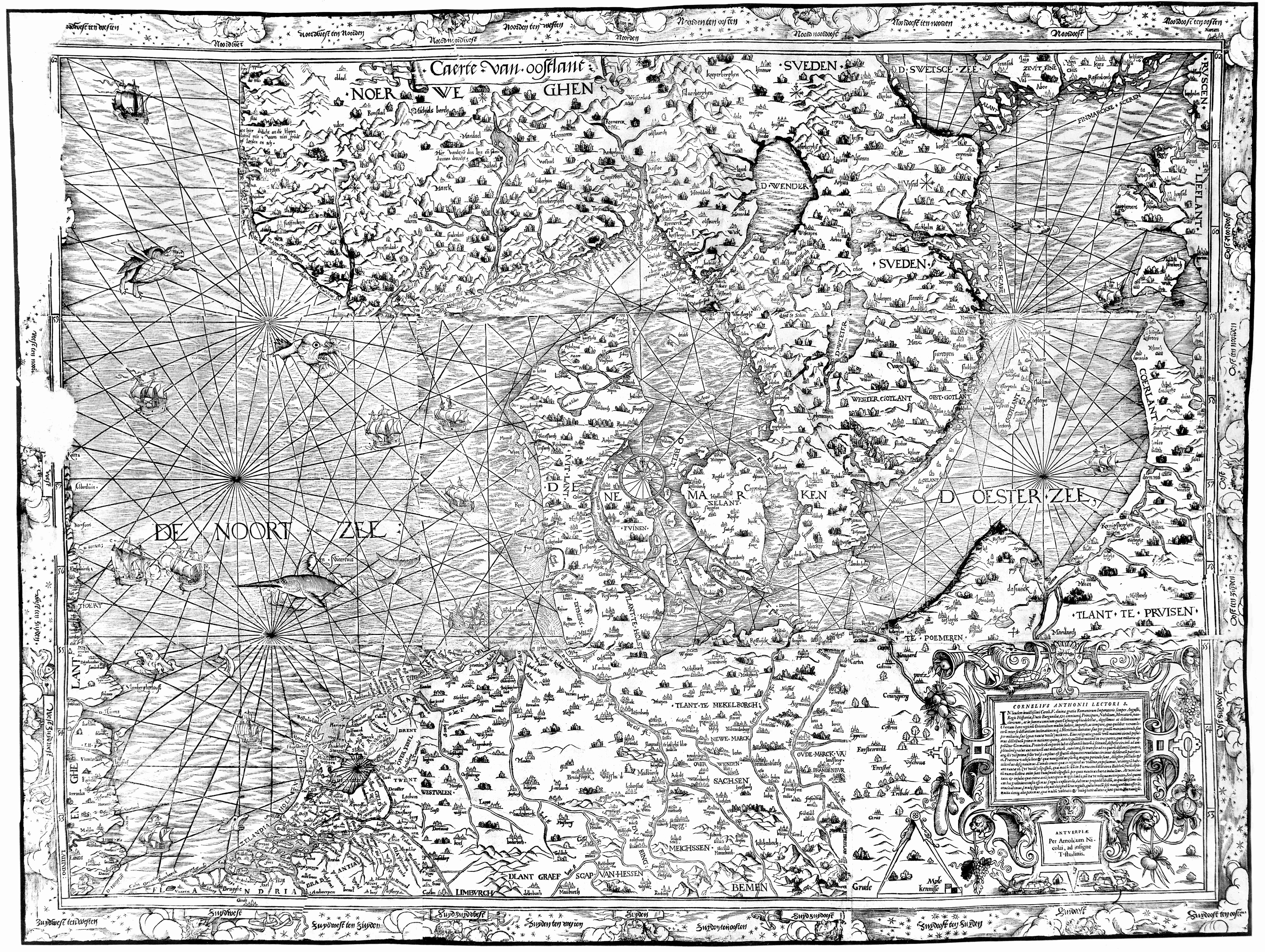
Caerte van Oostlant - Derde editie van circa 1560
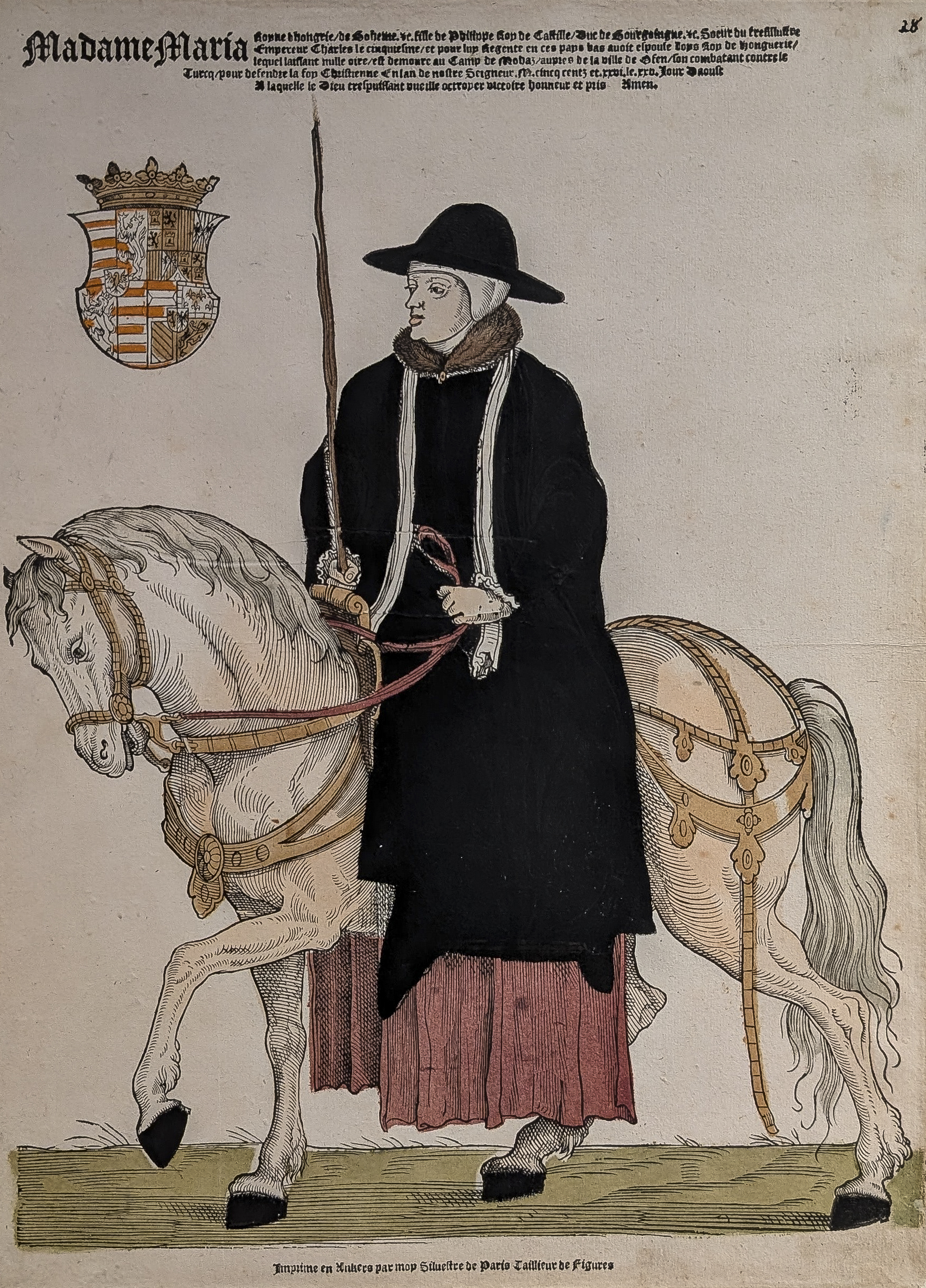
Ruiterportret van Maria van Hongarije

## Schilderijen
- Het banket van de Amsterdamse schutters [ook Braspenningsmaaltijd genoemd]. 1533. Olieverf op paneel. 130 × 206,5 cm. Amsterdam, Amsterdams historisch museum.
- Gezicht op Amsterdam in vogelvlucht. 1538. Olieverf op paneel. 116 × 159 cm. Amsterdam, Amsterdam Museum.

## Schilderij toegeschreven aan Cornelis Anthonisz
- Reinout III van Brederode (1493-1556), Heer van Vianen. Deken der Orde van het Gulden Vlies, raad en kamerheer van Karel V. 1550-1556. [Olieverf] op paneel. 78,6 × 67 cm. Amsterdam, Rijksmuseum Amsterdam. Zie Collectie Rijksmuseum Amsterdam.

## Houtsnedes
- Plattegrond van Amsterdam in 1544. 1544. Verschillende collecties.
- Portret van Willem van Oranje als jongen, te paard met voetknechten. 1545. 40,3 × 28,5 cm. Amsterdam, Rijksmuseum Amsterdam. Zie Collectie Rijksmuseum Amsterdam.
- De trap der leeftijden. Circa 1550.  49,6 × 35,9 cm. Amsterdam, Rijksmuseum Amsterdam. Zie Webspecial Rijksmuseum Amsterdam[dode link].

In 2007 vond in het Stadsarchief Amsterdam de tentoonstelling Het Aanzien van Amsterdam plaats met als thema ‘panorama’s, plattegronden en profielen [van Amsterdam] uit de Gouden Eeuw’, waarin twee werken van Cornelis Anthonisz (het schilderij Gezicht in vogelvlucht van Amsterdam en de ingekleurde prent Vogelvluchtkaart van Amsterdam) in context van de zestiende- en zeventiende-eeuwse cartografie werden geplaatst.
- Biblioteca Nacional de España: XX1577122
- Bibliothèque nationale de France: cb12205050j (data)
- Biografisch Portaal: 18128842
- Gemeinsame Normdatei: 118649620
- International Standard Name Identifier: 0000 0004 3959 2242
- Library of Congress Control Number: n84233674
- Nationale bibliotheek van Australië: 35850251
- Nationale Bibliotheek van Israël: 987007385680805171
- Nederlandse Thesaurus van Auteursnamen: 08926715X
- RKD-Nederlands Instituut voor Kunstgeschiedenis: 2054
- Système universitaire de documentation: 158136217
- Trove: 1115271
- Union List of Artist Names: 500012090
- Virtual International Authority File: 71438483
- WorldCat: E39PBJdWXHwR7W8cwGtkxdt9Xd

1. ↑  Maritime Cartography in the Low Countries during the Renaissance in The History of Cartography, Volume 3